# Monopterus albus
Monopterus albus és una espècie de peix teleosti de l'ordre dels simbranquiformes. És d'aigua dolça i té importància comercial al sud-est Asiàtic. L'espècie és nativa dels pantans de les regions subtropicals de l'est i sud-est d'Àsia, on aconsegueix sobreviure en èpoques de sequera enterrant-se en el fang i respirant aire. 

## Taxonomia i evolució
L'anguila del pantà asiàtic és un peix d'aigua dolça que pertany a la família Synbranchidae. Aquesta família és originària de les aigües dolces, salobres, tropicals i subtropicals d'Àsia, però actualment es troba present a l'Àfrica Occidental i del Nord, i a Amèrica Central i del Sud. La seva taxonomia, però, és incorrecta. Encara que inicialment es creia que M. albus era una sola espècie, quatre poblacions conegudes de l'espècie del sud-est dels Estats Units podrien ser en realitat tres espècies o tàxons diferents, cadascun provinent d'una àrea diferent d'Àsia. M. albus pertany a la classe dels actinopterigis. Provenen dels osteïctis, els primers peixos ossis, el registre fòssil dels quals es remunta al període Triàsic. 
El nom comú de M. albus, és taxonòmicament erroni, ja que M. albus no és una anguila per se. Les anguiles són de l'ordre Anguilliformes, mentre que M. albus és de l'ordre Synbranchiformes.

## Característiques

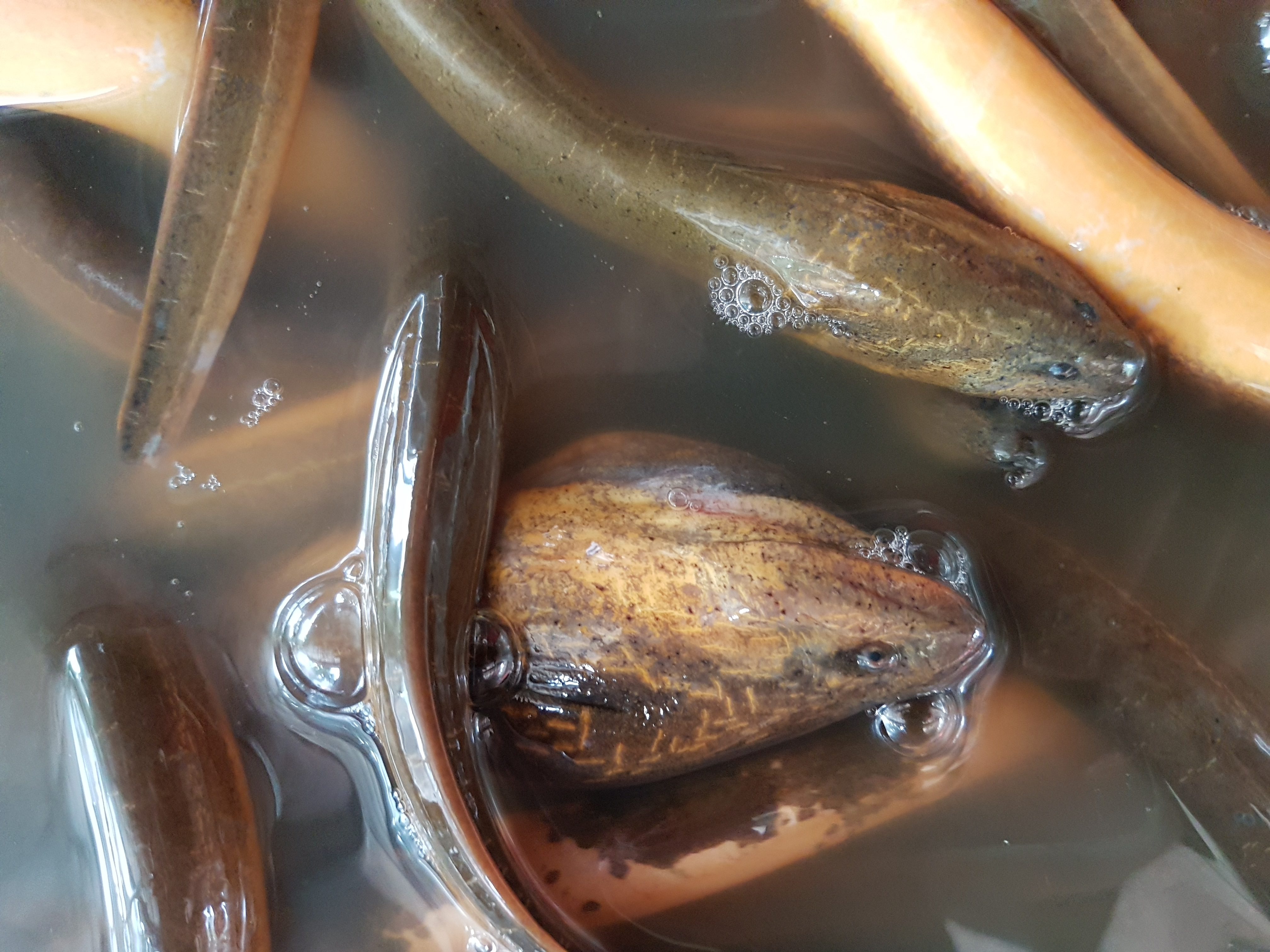
Caps d'anguila de pantà asiàtic de Mindanao, Filipines.

Monopterus albus pertany a l'ordre dels anguil·liformes (peixos allargats i en forma de serp). Pot créixer fins a un metre, típicament té entre 25 i 40 cm en adults, i no té aleta pectoral ni pelviana. Les aletes dorsal, anal i caudal són rudimentàries, i aquesta última pot no tenir-la. Aquestes aletes serveixen per a protegir M. albus del rodament, i també les utilitza per aturar-se. Les seves brànquies es troben fusionades i una única membrana branquial amb forma de V se situa sota el cap, de manera que impedeix el flux invers.
El seu cap i cos són foscos, de color marró o oliva fosc al dors i de color lleugerament taronja a la part ventral. També hi ha exemplars de tonalitats més brillants com el groc o el negre i poden presentar taques d'or.
La boca és gran i protràctil, i ambdues mandíbules tenen dents petites per a menjar peixos, cucs, crustacis i altres animals aquàtics petits de nit.

## Cicle de vida
M. albus és un animal nocturn evasiu. La seva dieta inclou altres peixos, gambes, crancs de riu, granotes, ous de tortuga, invertebrats aquàtics com cucs i insectes, i ocasionalment detrits. A diferència d'altres espècies, el cicle de vida i les tendències poblacionals de M. albus (p. ex. supervivència i densitat absoluta) són difícils de mesurar de forma exacta i la detecció d'aquestes tendències pot durar dècades, a causa de la manca de les dades disponibles en el tema. Això dona lloc a un augment de la població de l'espècie invasiva sense tenir temps d'aplicar mètodes de control de la població. Per això, la seva distribució és tan extensa.
L'anguila del pantà asiàtic té una gran versatilitat i fins i tot és capaç de viure al medi terrestre durant distàncies curtes. M. albus utilitza aquesta habilitat per a canviar d'ubicació quan hi ha manca de recursos. En absència d'aigua i menjar, l'anguila del pantà asiàtic és capaç de sobreviure períodes llargs de sequera enterrada a la terra humida. Aquestes característiques potencien la seva habilitat de dispersió i colonització. L'anguila del pantà asiàtic és un gran depredador de manera que representa una gran amenaça per als peixos natius, amfibis, i invertebrats aquàtics.
El Monopterus albus és hermafrodita. Tots els exemplars joves són femelles. A mesura que els peixos juvenils comencen a madurar, alguns expressen el fenotip masculí. Els mascles són capaços de canviar de sexe, permetent-los equilibrar les poblacions quan les proporcions de femelles són baixes. Aquest procés de canvi d'un sexe a un altre pot durar fins a un any.
La posta d'ous pot tenir lloc durant tot l'any. Els ous són dipositats dins dels nius de bombolles, que es troben en aigües poc profundes. Aquest niu de bombolles flota a la superfície de l'aigua i no es fixen a la vegetació aquàtica. Les femelles produeixen fins a 1.000 ous per cada posta.
La corba de supervivència d'una espècie o cohort s'utilitza per a calcular el número o proporció dels individus que sobreviuen a cada edat concreta. La supervivència de Tipus I es caracteritza per una supervivència alta en les etapes primerenca i mitjana de la vida, seguides per una decadència ràpida de la supervivència en l'etapa de la vida més tardana a causa de canvis fisiològics. El model de supervivència de Tipus II exhibeix un índex de mortalitat constant malgrat l'edat, a causa d'amenaces ambientals contínues. La corba de supervivència de M. albus es troba entre el Tipus I (fisiològic) i el Tipus II (ecològic). Els pares tenen cura de les seves cries, indicatiu d'una supervivència fisiològica. Els mascles adults construeixen nius amb bombolles a la boca de forats i túnels, i guarden els ous i les cries joves. A més, les poblacions d'anguila són dependents de l'abundància de recursos, fent que la seva corba de supervivència sigui parcialment ecològica.

## Distribució i hàbitat
M. albus és natiu de les àrees tropicals i subtropicals des de Myanmar i l'Índia del Nord fins a la Xina, la Rússia asiàtica, el Japó, i l'arxipèlag Indo-Malaisi. És un peix comú trobat principalment a l'Àsia, l'Índia, la Xina del Sud, Malàisia i Indonèsia. El peix és una font de proteïna molt important per a persones de la part nord-oriental de Tailàndia. Dins de l'Àsia, l'anguila d'aigua dolça té una distribució molt extensa, es troba tant en climes tropicals com en temperats. L'anguila del pantà asiàtic viu en pantans, basses, corrents, i arrossars d'arròs.

### Hàbitat natiu
L'entorn natiu de M. albus inclou una àmplia varietat d'hàbitats d'aigua dolça, com aiguamolls superficials, aigües estancades, pantans, rius, séquies, canals, llacs i basses. Tot i que prefereixen aigua fresca, són també capaços de tolerar condicions salines, com s'ha vist en la seva colonització de marismes a Amèrica. La seva franja òptima es troba a menys de 3 metres de profunditat. També pot tolerar temperatures fredes — sota 0 °C — i una gamma àmplia de nivells d'oxigen. Aquest peix pot obtenir fins al 25% d'oxigen d'aire cutàniament quan no utilitza les brànquies sota l'aigua. Els factors que típicament limiten la dispersió d'una espècie — temperatura, oxigen, i la salinitat — no limiten l'anguila del pantà asiàtic.

### Altes hàbitats

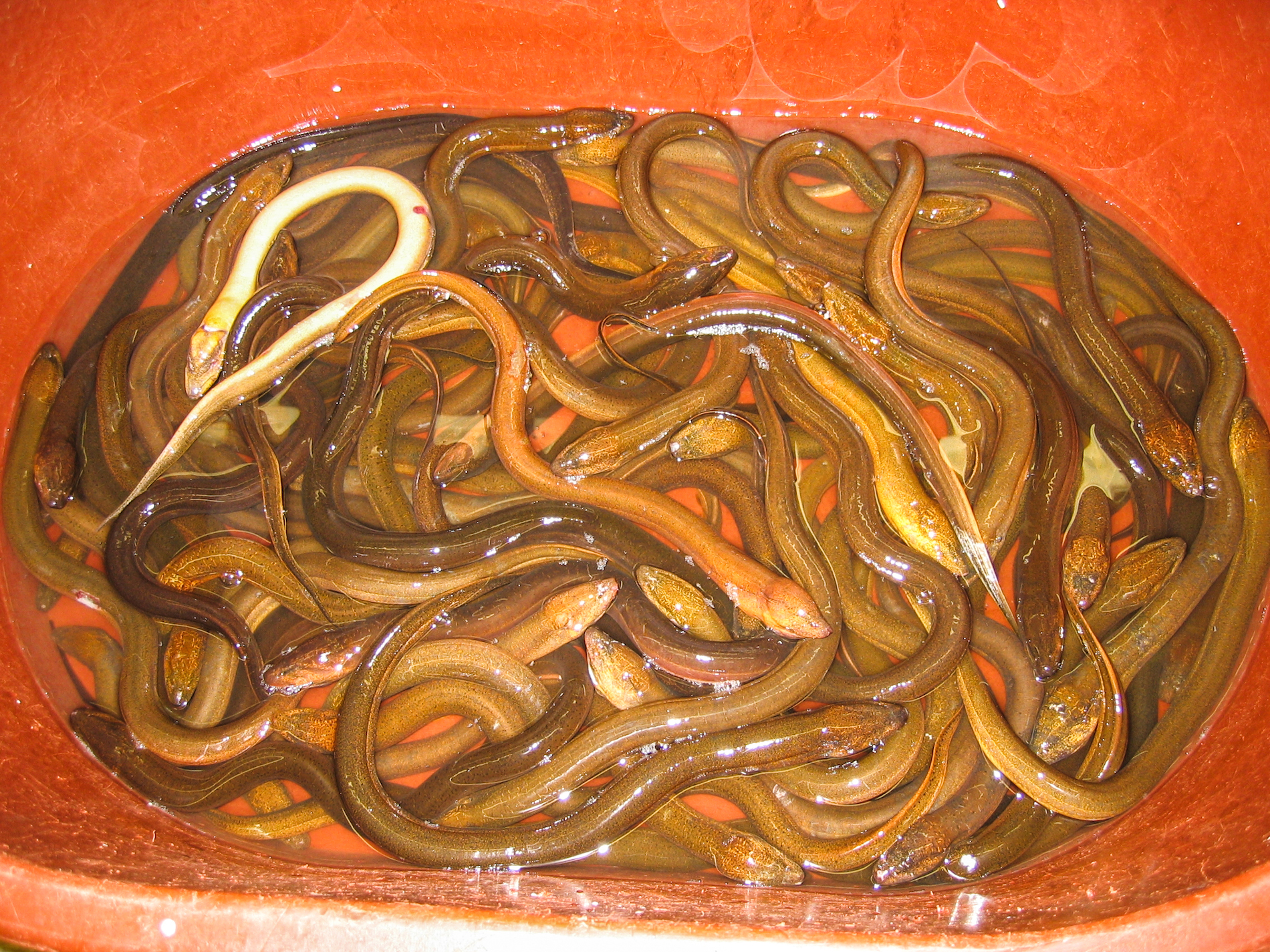
Anguiles de pantà asiàtic a Geòrgia (Estats Units).

L'anguila del pantà asiàtic va ser introduïda a les Illes hawaianes al voltant del 1900. Ubicacions al Sud-Est dels Estats Units no van ser colonitzades fins a final del segle xx. El 1990, M. albus va ser introduït a diverses basses a un centre de natura a Atlanta, Geòrgia, dins del riu Chattahoochee, i des d'allà els individus van emigrar a un pantà adjacent. Com a gran depredador, l'anguila del pantà asiàtic ha trencat l'equilibri ecològic dels Everglades. El 1994, un espècimen d'anguila va ser recollit a basses del Centre de Naturalesa d'Atlanta. Subseqüentment, anguiles van ser recollides a Florida el 1997 a dues àrees diferents: una al sud-est i l'altre a l'oest de Florida. S'estima que desenes de milers d'anguiles del pantà asiàtic habiten les gairebé 55 milles dels dos grans canals d'aigua del sud de Florida, un en l'àrea de Miami del Nord i un altre en el costat oriental dels Everglades. Una o més de les poblacions que s'han trobat es creu que són el resultat d'un alliberament intencionat o accidental de l'animal d'un aquàrium de casa o piscifactories. Algunes poblacions poden haver estat el resultat d'un intent d'uns quants residents locals per establir les anguiles com a font alimentària. L'anguila del pantà asiàtic planteja una amenaça a l'homeòstasi del Parc Nacional dels Everglades, interferint en les interaccions naturals entre espècies natives i el seu entorn. L'espècie té una habilitat increïble de sobreviure en condicions adverses, i als Everglades no presenta depredadors naturals coneguts. L'anguila del pantà asiàtic sobreviu fins i tot en l'estació seca quan altres espècies no natives normalment moririen. Per combatre l'anguila del pantà asiàtic s'estan estudiant possibles mètodes de control, contenció, i erradicació.

## Control
L'Enquesta Geològica dels Estats Units (USGS) ha proposat i implementat diversos mètodes per a controlar Monopterus albus a Florida del Sud. Tenint la distribució de l'anguila documentada, el seu comportament i biologia, l'USGS desaconsella agafar i transportar l'anguila per a utilitzar com a esquer, menjar o animal de companyia. Les anguiles de pantà asiàtic adultes i juvenils són respiradors d'aire obligats, mentre que els més joves absorbeixen oxigen directament a través de la pell. Com a tal, verins de peix estàndard o pesticides (p. ex., rotenona i antimicina-A), que són transmesos a través de la membrana branquial, no són eficaços. Es van provar dilucions seriades del pesticida antimicina-A però es va trobar que era inocu: no es va observar cap canvi en la mortalitat ni en la morbiditat.
Atès que tots els individus comencen sent femelles abans de la maduració, el més efectiu seria implementar l'extracció de l'espècie a l'etapa juvenil del cicle de vida per tal d'afectar el número més gran de població reproductiva.

## Cuina
A l'Indonèsia, Cambodja, Xina, Laos, Myanmar, Tailàndia, Vietnam i altres països asiàtics, l'anguila del pantà asiàtic es cria en policultius en camps d'arròs i es ven com a producte alimentari amb la collita d'arròs.

## Malaltia
Les anguiles d'aigua dolça són un hoste important per Gnathostoma spinigerum. Menjada crua o poc cuita, l'anguila del pantà asiàtic pot causar gnatostomiasi, una malaltia comuna a Tailàndia, Laos, Myanmar, i el Vietnam. La neurognatostomiasi ha estat detectada als Estats Units, però no s'ha demostrat un vincle amb l'anguila del pantà asiàtic.
Gnathostoma binucleatum (natiu d'Amèrica) no ha estat relacionat amb la causa de neurognatostomiasi, suggerint que G. spinigerum ha estat introduït a Amèrica, però encara no està confirmat.